# Pablo Mastroeni
Pablo Mastroeni (ur. 29 sierpnia 1976 r. w Mendozie) – amerykański piłkarz urodzony w Argentynie. Występował na pozycji defensywnego pomocnika.